# Day of Defeat
Day of Defeat è uno sparatutto in prima persona tattico ambientato durante Seconda Guerra Mondiale. Inizialmente sviluppato come mod per Half-Life, è stato in seguito commercializzato, dopo l'acquisizione del progetto da parte di Valve Corporation; può essere acquistato tramite Steam o in versione scatolata, nei negozi di videogiochi. L'ultima versione distribuita di Day of Defeat è la 1.3, il 2 luglio 2004; nell'ottobre 2005 è stata pubblicata una nuova versione chiamata Day of Defeat: Source, che sfrutta l'omonimo motore grafico di Half-Life 2.